# Hydrolagus africanus
Hydrolagus africanus é uma espécie de peixe da família Chimaeridae.
Pode ser encontrada nos seguintes países: Quénia, Moçambique, Namíbia e África do Sul.
Os seus habitats naturais são: mar aberto.
Está ameaçada por perda de habitat.